# Elbit Skylark
Les Elbit Skylark I et II sont des drones miniatures développés par Elbit Systems. Les premiers modèles du Skylark sont entrés en service en 2008.

## Conception et développement

### Skylark I
Le Skylark I est un drone miniature. Il est conçu comme un système de surveillance et de reconnaissance tactique. Le Skylark est lancé à la main. La charge utile se compose d’un capteur photographique CCD de jour ou d’une FLIR (en option) pour les opérations de nuit. Pendant le fonctionnement, il envoie des vidéos en temps réel à une station au sol portable. L’atterrissage implique une manœuvre de décrochage, pour atterrir sur un petit coussin gonflable. Il a une portée de 20 à 40 km.
Le Skylark est en service dans les forces armées de la Croatie, de la République tchèque, de la Hongrie, d’Israël, de la Macédoine, du Myanmar,,, des Pays-Bas, de la Pologne, de la Slovaquie et de la Suède. Il a été déployé en Afghanistan et en Irak. Le Skylark I a également été sélectionné par les forces spéciales françaises (Commando parachutiste de l'air no 10) en mars 2008.
Les anciens opérateurs (pays qui ont maintenant retiré du service le drone) comprennent l’Australie et le Canada. Au total, il a été adopté par plus de 20 pays dans le monde.

### Skylark II
Le Skylark II a été dévoilé en 2006. Il a une portée de 60 km et est conçu pour être exploité par un équipage de deux personnes et pour être déployé à l’aide de véhicules tout-terrain de classe Humvee. En décembre 2007, la Corée du Sud a décidé d’acheter le système Skylark II. Israël prévoyait de mettre le Skylark II en service d’ici la mi-2013.

### Skylark 3
En février 2016, Elbit Systems a dévoilé le système aérien sans pilote Skylark 3, révélant qu’il avait déjà été sélectionné par un client non divulgué. Le Skylark 3 est destiné à soutenir les unités de niveau brigade et division, ayant une envergure de 4,8 m et une masse maximale au décollage de 45 kg avec une charge utile de 10 kg. Il est déployé à partir d’un lanceur pneumatique au sol ou monté sur un véhicule, avec une portée de fonctionnement de plus de 100 km, un plafond de service de 4600 m et une autonomie de vol allant jusqu’à 6 heures. Deux véhicules aériens peuvent être exploités simultanément à l’aide d’une station de contrôle au sol partagée.

## Historique opérationnel

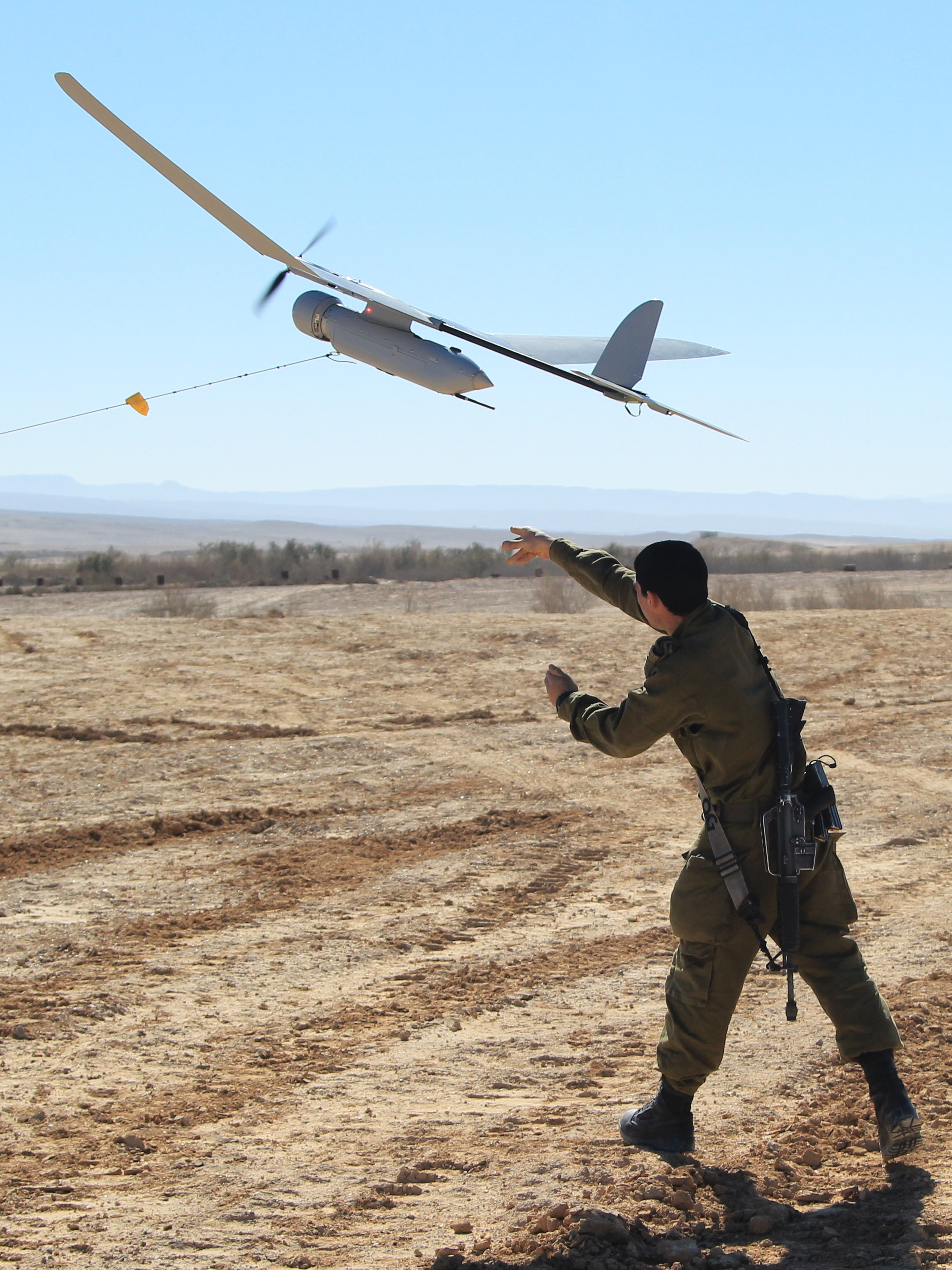
Lancement d’un Skylark dans le Néguev en 2013

Le Skylark est entré en service opérationnel en 2008 et a commencé à être utilisé en grande quantité pour le soutien à haute cadence des forces terrestres pendant l’opération Bordure protectrice qui a débuté le 8 juillet 2014. Chaque brigade d’active et de réserve recevait au moins deux véhicules aériens et les pilotait en continu, parfois les deux véhicules en même temps. Le 12 août, quelque 18 systèmes avaient volé plusieurs centaines d’heures, générant des renseignements et transmettant des données d’acquisition de cibles aux soldats sur le terrain.
Le 21 décembre 2014, des sources syriennes ont affirmé qu’un drone Skylark s’était écrasé dans le gouvernorat de Qouneitra lors d’une mission de reconnaissance. Cependant, les Forces de défense israéliennes (FDI) ont déclaré qu’elles n’avaient aucune connaissance de l’existence d’un drone dans cette zone à ce moment-là. Il n’était pas clair si le drone s’était écrasé ou s’il avait été abattu, mais des photos du drone ont été publiées plus tard.
Le 12 août 2015, les Brigades Izz al-Din al-Qassam du Hamas ont affirmé avoir capturé un Skylark I et l’avoir réutilisé pour leurs propres besoins. Le drone a été capturé le 22 juillet 2015 par l’une de leurs unités spéciales de commando, et il a été vérifié pour s’assurer qu’il n’était pas piégé.
Le 20 mars 2017, le ministère de la Défense syrien a affirmé qu’un Skylark avait été abattu et capturé à la périphérie de Qouneitra. Le drone s’est écrasé en raison d’une erreur humaine de la part des soldats qui le pilotaient, ont déclaré des responsables de Tsahal.
Au cours de la guerre entre Israël et le Hamas en 2023, le Hamas et le Jihad islamique palestinien auraient capturé au moins deux drones Skylark.

## Opérateurs

### Opérateurs actuels
- Azerbaïdjan[16]
- Croatie
- République tchèque
- France
- Géorgie
- Honduras
- Hongrie[17]
- Israël
- Macédoine
- Mexique
- Birmanie : Un drone Skylark I-LEX de l’armée du Myanmar capturé par les rebelles au début de l’année 2020[1],[2],[3]
- Pays-Bas
- Philippines
- Pologne[18]
- Slovaquie[19]
- Corée du Sud
- Suède
- Turkménistan[20]
- Uruguay

### Anciens opérateurs
- Australie : Systèmes maintenant retirés du service et remplacés par l’AeroVironment Wasp III
- Canada : Les systèmes sont maintenant retirés du service et remplacés par l’AeroVironment RQ-11 Raven

## Spécifications

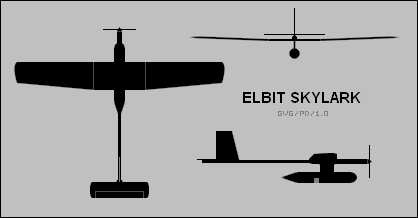
Plan trois vues.

### Skylark I
Mini UAV lancé à la main,
- Type : Mini système aérien sans pilote
- Longueur : 2,2 m
- Envergure : 2,4 m
- Masse au décollage : 5,5 kg
- Plafond de service : 4900 m
- Vitesse : 37 à 74 km/h
- Rayon de la mission : 5 à 10 km
- Endurance : 2 heures

### Skylark I-LEX
Le Skylark I-LEX est un mini système aérien sans pilote (UAS) portable et à propulsion électrique
- Type : Mini système aérien sans pilote
- Masse au décollage : 7,5 kg
- Poids de la charge utile : 1,2 kg
- Plafond de service : 4600 m
- Portée : 40 km
- Autonomie : 3 heures

### Skylark C
Le Skylark C est un mini UAS embarqué conçu pour les opérations des patrouilleurs et autres petits navires,,.
- Type : Mini UAS pour les applications tactiques navales et maritimes
- Masse au décollage : 15 kg
- Plafond de service : 4 600 m
- Portée : 40 km
- Autonomie : 5 heures

### Skylark II
Le Skylark II est un système de véhicule aérien tactique sans pilote (UAV) à courte portée.
- Type : Véhicule aérien sans pilote
- Envergure : 5 m
- Masse maximale au décollage : 43 kg
- Poids maximal de la charge utile : 10 kg
- Groupe motopropulseur : 1 moteur électrique de 4 kW (5 ch)
- Endurance maximale : 6 heures
- Plafond de service : 4572 m
- Altitude maximale : 16 000 pieds
- Portée maximale : 50 km

### Skylark 3
Le Skylark 3 est un système tactique de mini drone (UAS) optimisé pour les opérations à pied et depuis un véhicule,.
- Type : Véhicule aérien sans pilote
- Envergure : 4,7 m
- Masse maximale au décollage : 40 kg
- Endurance maximale : 5 heures
- Altitude maximale : 4600 m
- Portée maximale : 100 km

### Skylark 3 Hybrid
Le Skylark 3 Hybrid est un mini UAS tactique à longue endurance
- Type : Véhicule aérien sans pilote
- Envergure : 4,7 m
- Masse maximale au décollage : 48 kg
- Endurance maximale : 18 heures
- Altitude maximale : 3700 m
- Portée maximale : 120 km
- Propulsion : système de propulsion hybride, électrique et thermique